# خیابان ۲۳۰۰ جکسون
خیابانِ ۲۳۰۰ جکسون (انگلیسی: 2300 Jackson Street) شانزدهمین و آخرین آلبوم استودیویی گروه آمریکایی جکسون‌ها و آخرین آلبوم آن‌ها برای شرکت اپیک رکوردز است که در ۲۸ می ۱۹۸۹ در آمریکا منتشر شد.
این اولین و تنها آلبوم گروه است که بدون مایکل و مارلون تولید شد، هر دوی آن‌ها پس از پایان تور ویکتوری در سال ۱۹۸۴ گروه را ترک کردند (اگرچه هر دو در آهنگی به‌همین نام بودند). آخرین آلبوم گروه در جدول آلبوم‌های برتر بیلبورد پاپ آمریکا در رتبه ۵۹ و در جدول آلبوم‌های برتر سیاه‌پوست آمریکا در رتبه ۵۹ قرار گرفت و بیش از نیم میلیون نسخه در سراسر جهان فروش داشت.